# Cámara de Representantes de Oklahoma
La Cámara de Representantes de Oklahoma es la cámara baja de la Legislatura estatal. Sus miembros presentan y votan proyectos de ley y resoluciones, brindan supervisión legislativa a las agencias estatales y ayudan a elaborar el presupuesto del estado. La cámara alta de la Legislatura es el Senado de Oklahoma.
La Constitución de Oklahoma estableció los poderes de la Cámara de Representantes de en 1907. Los votantes enmendaron aún más esos poderes a través de referendos constitucionales. Un referéndum requirió que los legisladores equilibraran el presupuesto estatal anual. Otros especificaron la duración y las fechas de la sesión legislativa. Hoy, la Cámara cuenta con 101 miembros, cada uno representando un distrito legislativo. Los límites de los distritos se vuelven a trazar cada década para garantizar que los distritos tengan la misma población.
El estado celebra elecciones de distrito cada dos años coincidiendo con las elecciones federales y elecciones especiales para llenar los puestos vacantes. La Cámara se reúne desde principios de febrero hasta el último viernes de mayo. Los miembros eligen a un Portavoz de la Cámara de Representantes de Oklahoma como presidente y un Portavoz Pro Tempore, que se desempeña como presidente en su ausencia. Los miembros se organizan en caucus basados en partidos políticos para desarrollar agendas políticas partidistas.
Luego de las elecciones de 2018, los republicanos tienen una gran mayoría de los escaños de la Cámara en la 57.ª Legislatura.

## Poderes
La Cámara de Representantes de Oklahoma y el Senado de Oklahoma son responsables de presentar y votar proyectos de ley y resoluciones, brindar supervisión legislativa a las agencias estatales y ayudar a elaborar el presupuesto del estado. Cada diez años, los legisladores son responsables de designar nuevos límites de distrito para los distritos electorales estatales, junto con los distritos del Congreso. El gobernador debe convertir estos proyectos de ley en ley, o se convoca un panel estatal para trazar las líneas en disputa.

## Proceso legislativo

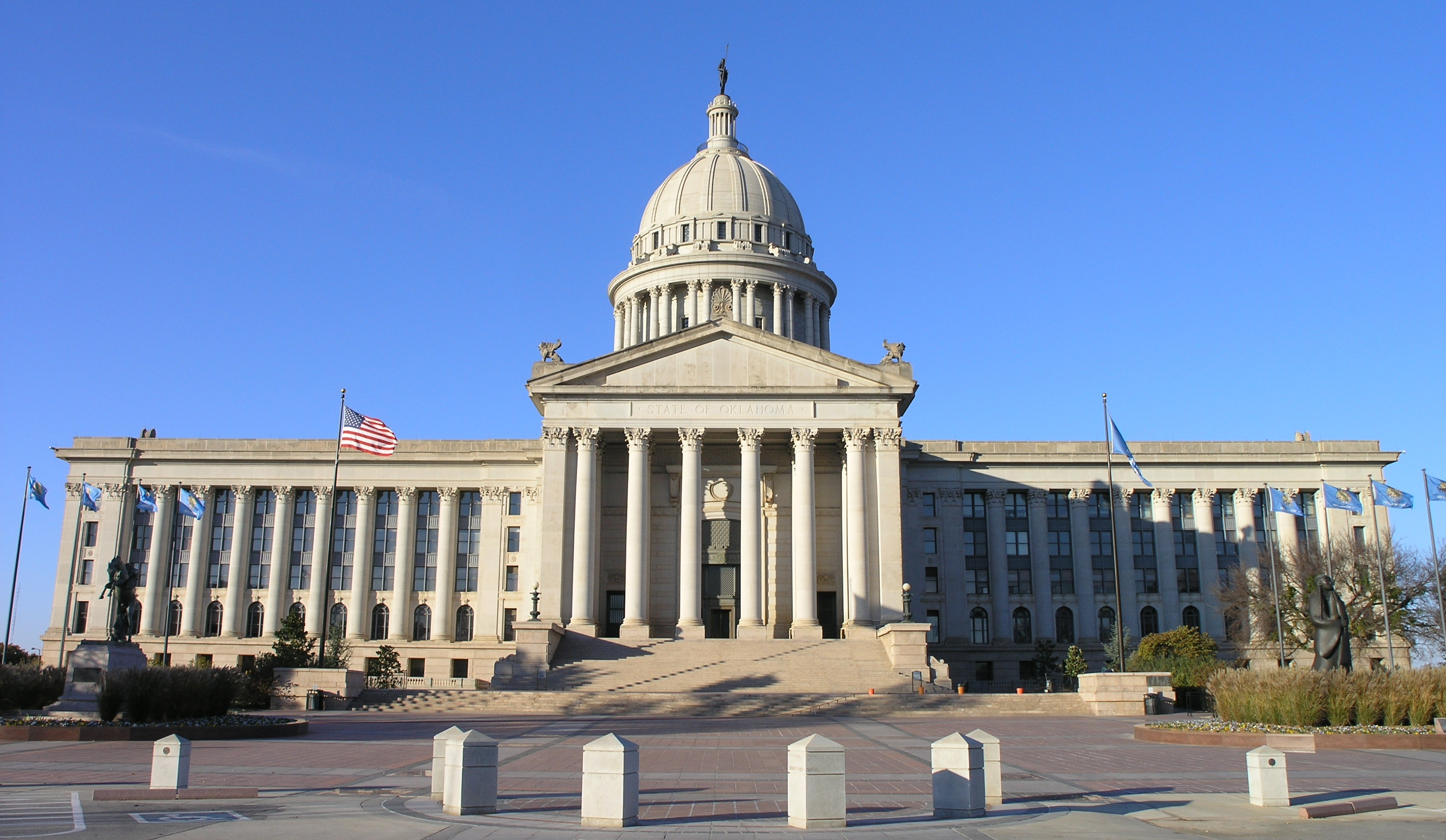
Capitolio del Estado de Oklahoma en la ciudad de Oklahoma

Los legisladores, con el apoyo del personal, desarrollan y presentan proyectos de ley antes de la sesión legislativa. Los patrocinadores de proyectos de ley envían solicitudes de redacción de proyectos de ley al personal profesional de la Cámara de Representantes de Oklahoma. El personal se asegura de que los proyectos de ley tengan un lenguaje legal adecuado y cumplan con los requisitos constitucionales. Los proyectos de ley se presentan electrónicamente en la oficina del Secretario de la Cámara antes de una fecha límite de presentación designada. Desde 1999, los miembros de la Cámara de Representantes están limitados a un máximo de ocho proyectos de ley que recibirán una audiencia.
La propuesta puede presentarse como proyecto de ley, resolución conjunta, resolución concurrente o resolución simple. Los legisladores usan resoluciones conjuntas para proponer una enmienda constitucional. Las resoluciones concurrentes (aprobadas por ambas cámaras) y las resoluciones simples (aprobadas por una sola cámara) no tienen fuerza de ley. En cambio, sirven para expresar la opinión de aprobación de la cámara, o para regular el procedimiento. El Artículo 5, Sección 33 de la Constitución de Oklahoma requiere que los proyectos de ley para recaudar ingresos se originen en la Cámara de Representantes de Oklahoma.
La Cámara de Representantes de Oklahoma se reúne en sesión regular en el ala oeste del Capitolio del Estado de Oklahoma en la ciudad de Oklahoma, desde el primer lunes de febrero hasta el último viernes de mayo. Las sesiones extraordinarias podrán ser convocadas por el gobernador, o por convocatoria escrita firmada por las dos terceras partes de los miembros de cada cámara de la Legislatura.
Los proyectos de ley reciben una primera lectura cuando se publican en el House Journal. Luego se someten a una segunda lectura al ser asignados al comité. El sistema de comités está diseñado para descartar la legislación que, a juicio del comité, es innecesaria o no está lista para ser aprobada.
Los comités detienen el progreso de un proyecto de ley o lo aprueban para su consideración en el pleno de la Cámara. Cuando un proyecto de ley se llama a la sala, el autor principal o un miembro de su elección será reconocido por la explicación del proyecto de ley. Por lo general, después de las preguntas de otros miembros, el proyecto de ley se avanza a la tercera lectura y se vota sobre la aprobación final.
Se requieren cincuenta y un votos para la aprobación del proyecto de ley en el pleno de la Cámara de Representantes de Oklahoma. Los legisladores también votan si el proyecto de ley entra en vigencia o no con la firma del gobernador, lo que requiere una mayoría de dos tercios. La acción en el piso se registra en el House Journal.
Una vez aprobados en la Tercera Lectura, que es el nombre de esta etapa del proceso de la sala, los proyectos de ley aprobados se envían al Senado de Oklahoma. Si se modifican, los proyectos de ley volverán a la Cámara de Representantes de Oklahoma para la aceptación de las enmiendas del Senado o para resolver las diferencias en un comité de conferencia, pero pueden ir directamente al gobernador después de la aprobación del Senado.
La Cámara de Oklahoma no está sujeta a las leyes estatales de reuniones abiertas y registros abiertos debido a las disposiciones para eximir a la legislatura estatal en las leyes promulgadas en 1977.

## Miembros

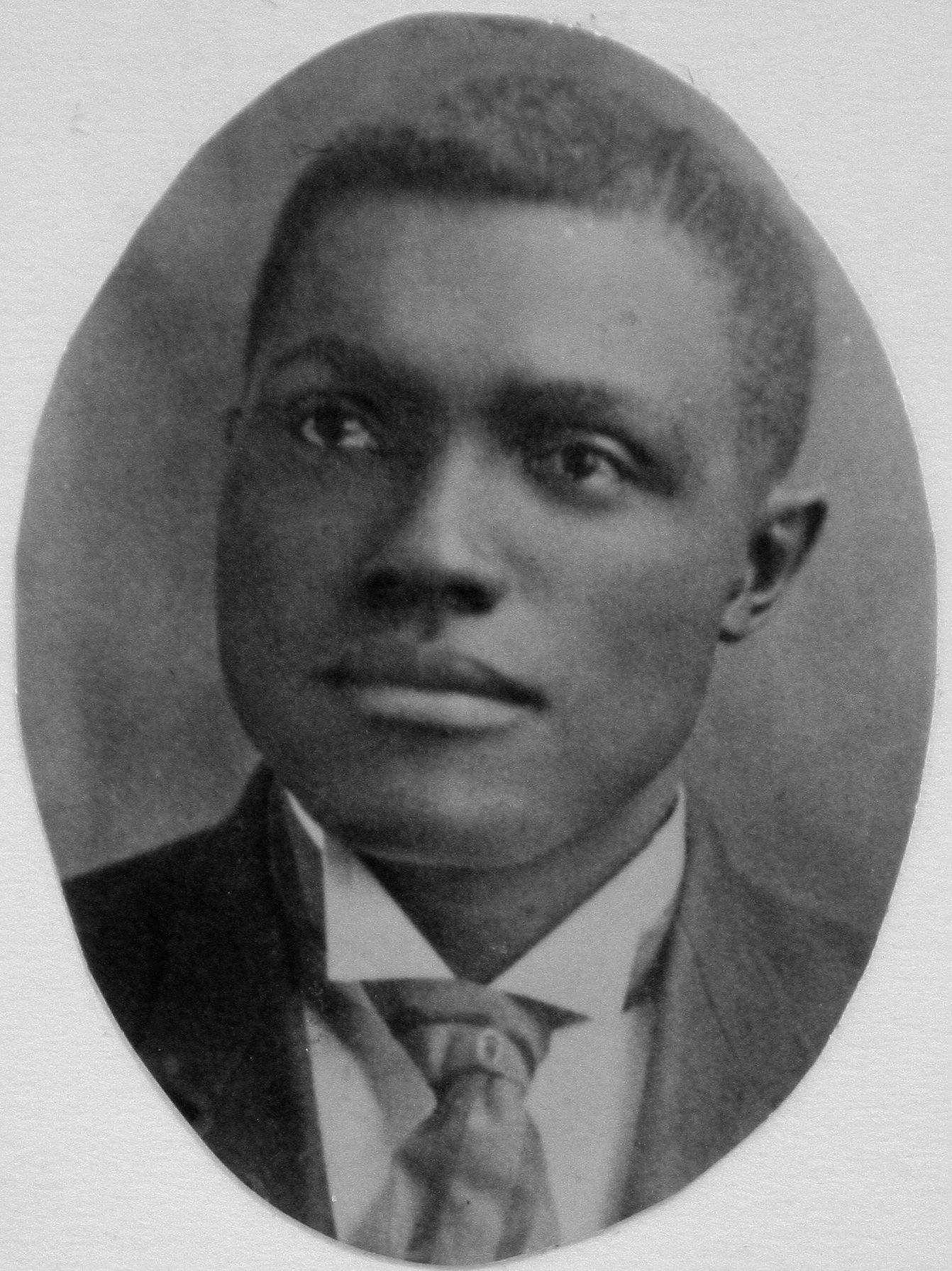
El republicano Albert C. Hamlin, el primer miembro negro de la Cámara de Representantes de Oklahoma.

### Términos y calificaciones
Para presentar una solicitud para la elección a la Cámara de Representantes, uno debe tener 21 años de edad en el momento de su elección y ser un elector calificado y residente de su distrito legislativo. Los funcionarios del gobierno de los Estados Unidos o del estado y las personas que hayan sido declaradas culpables de un delito grave no son elegibles para la Legislatura de Oklahoma. Si un miembro de la Legislatura de Oklahoma es expulsado por corrupción, no es elegible para regresar a un cargo legislativo.
Los representantes estatales cumplen un mandato de dos años y están limitados a seis mandatos o 12 años. Ningún miembro de la Cámara de Representantes de Oklahoma puede servir más de 12 años en la Legislatura de Oklahoma. Un miembro con mandato limitado no puede postularse para las elecciones al Senado, ya que tanto los mandatos de Representante como los de Senado se suman para determinar el número total de años legislativos en el cargo.

### Salarios y beneficios
Los miembros de la Cámara de Representantes de Oklahoma reciben un salario de $38,400 anuales. El Portavoz de la Cámara recibe $56,332 anuales. El Portavoz Pro Tempore, el líder de la minoría y el presidente de asignaciones reciben $50,764 en pago anual. El pago lo establece una junta estatal de nueve miembros designados por el gobernador, el presidente y el presidente pro tempore del Senado de Oklahoma.
Los legisladores estatales pueden solicitar el reembolso de los gastos relacionados con las comidas, el alojamiento y los viajes relacionados con sus funciones en cualquier momento del año. Tienen acceso a beneficios, incluidos seguros de salud y de vida y planes de ahorro para el retiro.

## Composición
|                            | Partido   | Partido | Vacantes | Total |     |
| Republicano                | Demócrata |         | Vacantes | Total |     |
| -------------------------- | --------- | ------- | -------- | ----- | --- |
| Bancas                     | 82        | 19      | 0        | Total | 101 |
| Último porcentaje de votos | 81.19%    | 18.81%  |          |       |     |

## Liderazgos
| Posición             | Nombre          | Partido             |
| -------------------- | --------------- | ------------------- |
| Portavoz             | Charles McCall  | Partido Republicano |
| Portavoz pro tempore | Terry O'Donnell | Partido Republicano |
| Líder de la mayoría  | Josh West       | Partido Republicano |
| Líder de la minoría  | Emily Virgin    | Partido Demócrata   |